# Аби Далкемпер
Аби Далкемпер (енгл. Abby Dahlkemper; 13. мај 1993) је америчка фудбалерка која игра на позицији одбрамбеног играча. Тренутно наступа за тим North Carolina Courage као и за репрезентацију САД-а.

## Детињство и младост
Рођена је у граду Ланкастер у Пенсилванији, САД. Има два брата и ћерка је Ендрјуа и Сузан Далкемпер. Похађала је школу Sacred Heart Preparatory и играла у фудбалском школском тиму. Године 2010, проглашена је најбољом фудбалерком године.

## Каријера
Године 2013. Аби је потписала за  Pali Blues у Б-лиги. Тим је освојио државно првенство у јулу 2013. године.
У јануару 2015. године,  Western New York Flash у 2015. години изабрао је њу у трећем избору играчица. За тим је потписала у марту а дебитовала је у априлу. Освојила је са њима шампионат Америке 2016. године.
У октобру 2015. године, Далкемпер се придружила клубу Adelaide United у аустралијској Б-лиги на позајмици за сезону 2015–16.
Аби је постала део клуба North Carolina Courage 2017. године. Играла је сваког минута за клуб 2017. године, помажући им да освоје куп. Аби је проглашена најбољом фудбалерком за 2017. годину. Такође је проглашена за најбољу одбрамбену фудбалерку године за сезону 2017.
У 2018. години Аби је одиграла 19 утакмица регуларне сезоне за клуб. Била је важан део одбране која је оборила рекорд у најмање примљених голова и поновили се као победници НВСЛ Шилда. Клуб је 2018. освојио НВСЛ шампионат победом од Портланда резултатом 3:0 и није примио ниједан гол у плеј-офу.

## Репрезентација
У 2013. години Аби је представљала женску фудбалску репрезентацију Сједињених Држава млађих од 23 године на турниру у четири нације, помажући тиму млађим од 23 године да освоји шампионат. Играла је 2014. на Турниру шест нација као чланица тима млађих од 23 године и помогла екипи да други пут освоји шампионат.
Она је примила свој први позив у америчку женску репрезентацију у октобру 2016. због пријатељских сусрета против Швајцарске. Дана 19. октобра дебитовала је, јер је дошла као замена за друго полувреме. Због инфекције сепсом коју је имала крајем 2016. године, она није могала да се појави за амерички ВНТ до јуна 2017.
Дана 19. септембра 2018. је била именована да учествује на КОНКАКАФ шампионату.
Она је 2019. године, поред Беки Сауербран на ФИФА-ином Светском купу за жене у Француској, била први централни одбрамбена играчица за национални тим, што је означило њен први наступ на Светском купу. Она и голманка Алиса Нејхер биле су једине које су започели сваки меч турнира за Сједињене Државе, при чему је Аби одиграла сваки минут од седам утакмица тима, осим што је у 82. минуту изашла из утакмице против Чилеа у групној фази.  Аби је са тимом Сједињених Држава победила Холандију резултатом 2-0 у финалу и освојиле су тако четврту титулу Светског купа.